# Scleria induta
Scleria induta är en halvgräsart som beskrevs av William Bertram Turrill. Scleria induta ingår i släktet Scleria och familjen halvgräs. Inga underarter finns listade i Catalogue of Life.